# Lacs du Gippsland

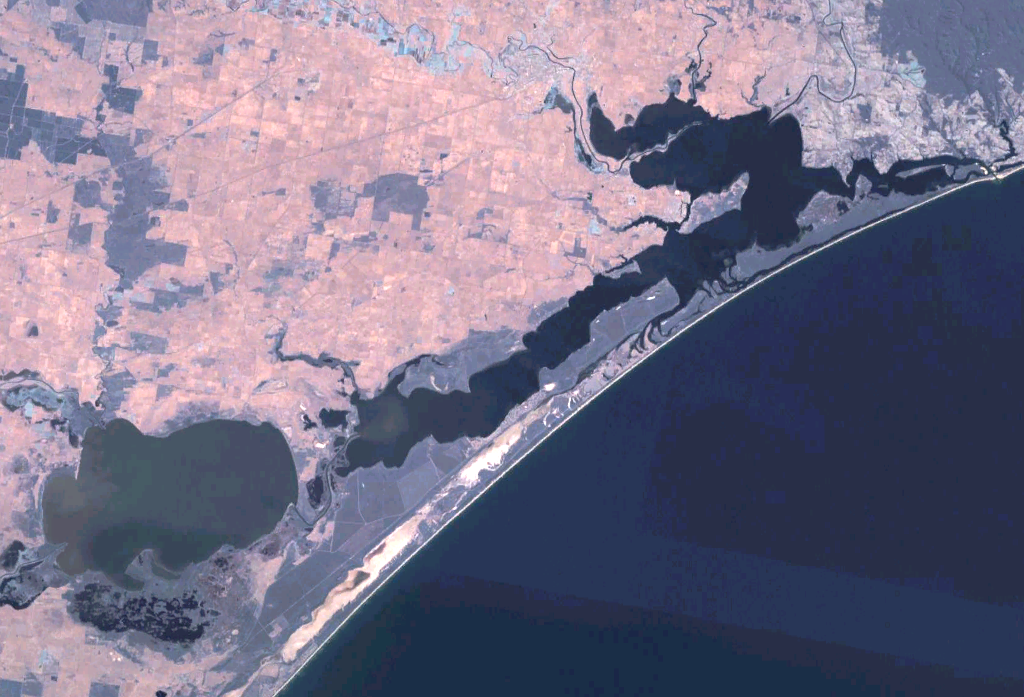
Vue par satellite de la région des lacs. Le lac Wellington est à gauche, Victoria au milieu et King en haut à droite. On aperçoit "the Lake Entrance" complètement à droite

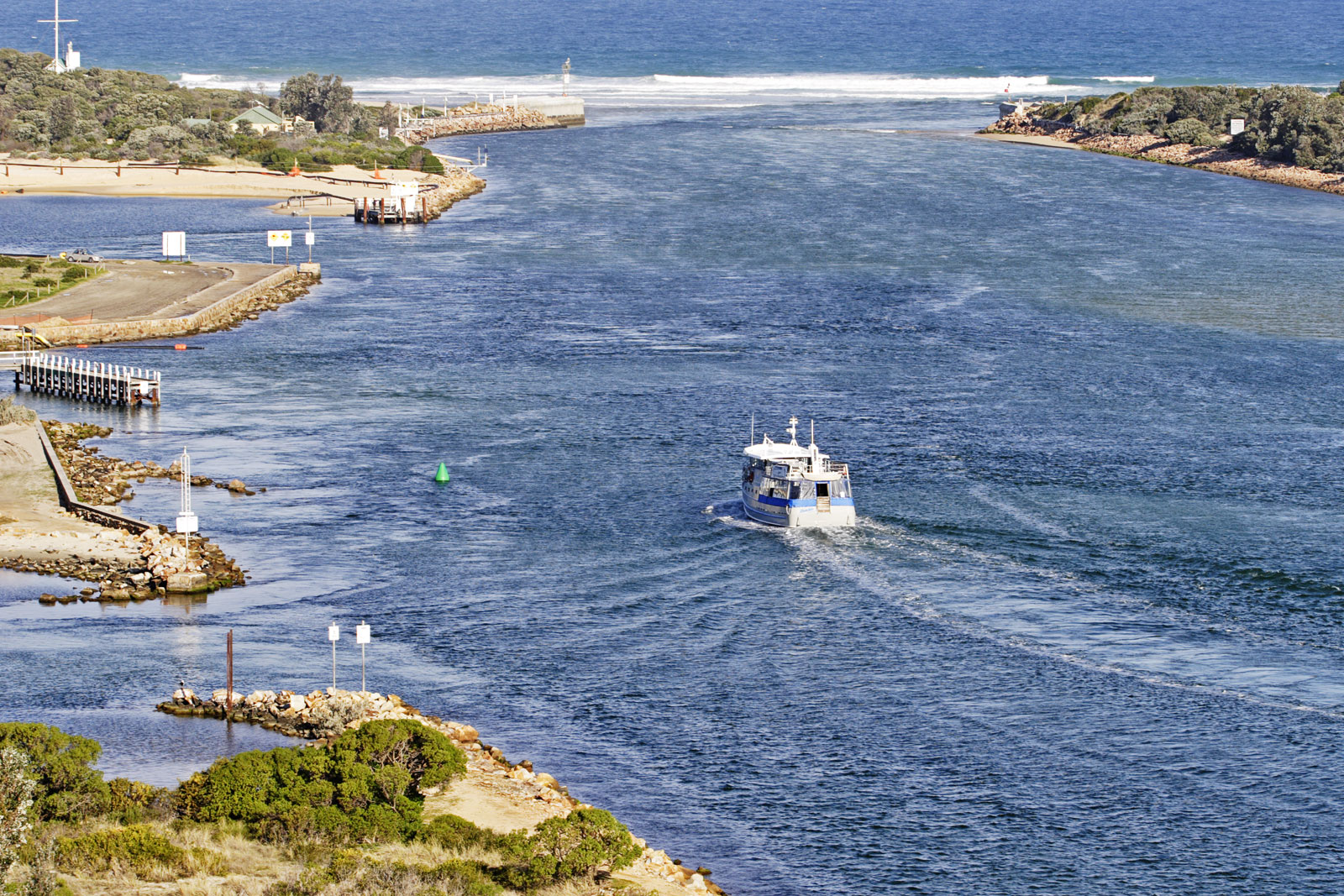
Un bateau de pêche gagne la haute mer par le chenal artificiel de "Lakes Entrance"

Les lacs du Gippsland ("The Gippsland Lakes") sont un enchevêtrement de lacs, de marais, de lagunes situés à l'est du Gippsland, dans l'État de Victoria en Australie. Ils couvrent une superficie d'environ 600 km². Les principaux lacs sont les lacs Wellington, King et Victoria. Ils sont alimentés en eau douce par les rivières Avon, Thomson, Latrobe, Mitchell, Nicholson et Tambo.
Deux processus physiques différents sont à l'origine de ces lacs.
- Le premier est l'apport d'alluvions par les rivières qui se jettent dans les lacs. Le limon ainsi apporté forme de longs cordons terrestres s'avançant sur des kilomètres à l'intérieur d'un lac. C'est le cas par exemple des jetées créées par la rivière Mitchell dans le lac King.
- Le deuxième est dû à l'action des courants marins du détroit de Bass qui ont créé un très long (150 kilomètres) cordon de sable ("the Ninety Mile Beach") qui empêche l'évacuation des eaux douces dans l'océan.

Lorsque l'océan a suffisamment apporté de sable pour fermer complètement toutes les issues des lacs vers la mer, le niveau de ces derniers monte progressivement jusqu'à ce qu'ils puissent passer au-dessus du cordon littoral, se creuser un nouveau chenal, et se vider jusqu'à égalisation des niveaux d'eau de part et d'autre du banc de sable. Quand les niveaux d'eau sont égalisés, l'océan commence à refermer la brèche et un nouveau cycle recommence qui va demander de nombreuses années avant qu'un nouveau chenal se reforme ici ou là.
En 1889, un chenal artificiel a été creusé dans le cordon à Lakes Entrance pour garder le niveau d'eau constant, permettre la création d'un port pour les bateaux de pêche et de plaisance. Ce chenal artificiel doit être dragué en permanence pour éviter son ensablement.

## Environnement
Les lacs sont reconnus site Ramsar depuis le 15 décembre 1982. 
Les lacs abritent de nombreuses espèces d'animaux sauvages et deux parcs ont été créés pour assurer leur protection: "The Lakes National Park" et "The Gippsland Lakes Coastal Park". Les marais servent d'habitat à environ 20 000 oiseaux d'eau, y compris des oiseaux originaires du nord de l'hémisphère nord (Sibérie en particulier). Il y a environ 400 espèces de plantes et 300 espèces d'animaux qui vivent là.
Trois espèces de plantes, dont deux espèces d'orchidées et deux espèces d'oiseaux: le Méliphage régent et la Perruche de Latham, originaires de la région, sont considérées comme menacées.

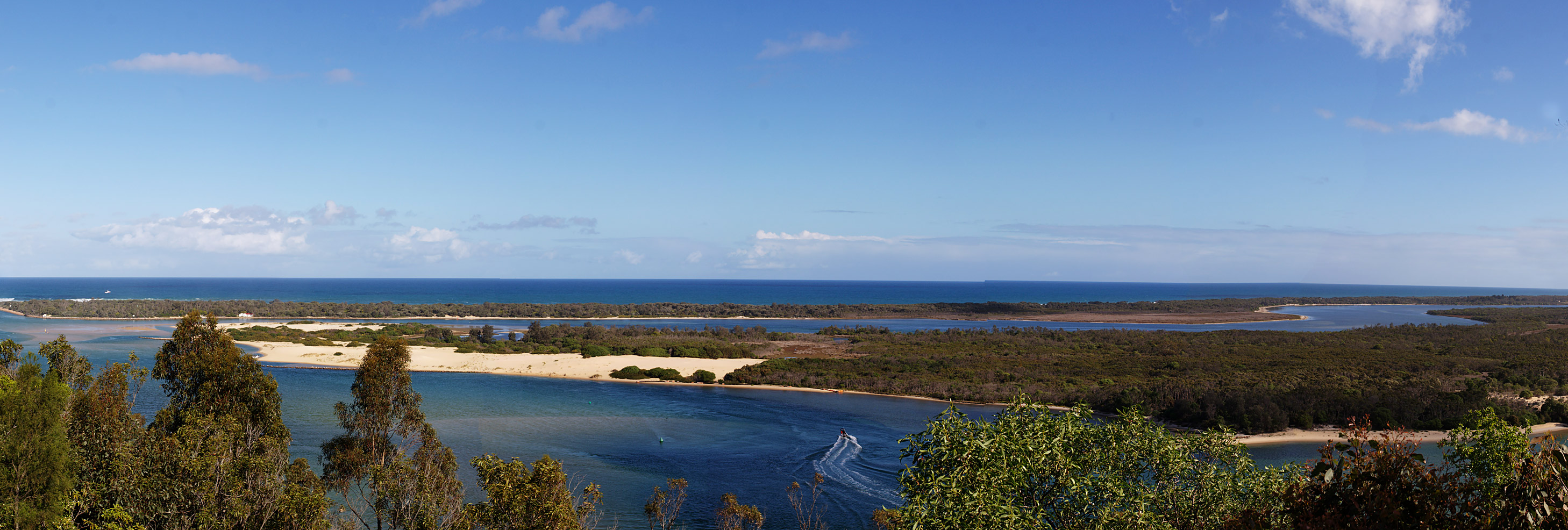
Vue panoramique sur les lacs.